# Чингирлауский район
Чингирлауский район (каз. Шыңғырлау ауданы) — Западно-Казахстанской области Казахстана.
Административный центр района — село Шынгырлау. Расстояние от райцентра до областного центра Уральска — 225 км.
Аким Чингирлауского района — Умралеев Мурат Амангельдиевич .

## География
Район занимает площадь в 7,2 тыс. кв. км. Рельеф — слабоволнистый. В районе протекает несколько рек, наиболее крупные из них — Илек, Утва, Аще, Чиили. Их общая длина составляет 350 км. Есть и озера — Слуколь, Кунакай, Сорколь. Почвы в районе в основном темно-каштановые с злаково-полынной растительностью.
Центр района расположен в селе Шынгырлау. Расстояние от Чингирлау до Уральска — 225 км.
Территория района граничит с Российской Федерацией. Река Илек, шириной в 10 м отделяет район от Илекского района Оренбургской области. В районном центре открыт пограничный переход.

## История
Район образован в 1928 году, после решения Президиума Центрального Исполнительного комитета о районном делении Казахской ССР.

## Население
Население района составляет 14 744 человека (на начало 2019 года).

## Административное деление
Район включает 9 поселковых и аульных округов:
В Чингирлауском районе находятся населённые пункты — Алмазное, Аккудык, Амангельды, Ащысай, Белогорка, Сегизсай, Лубенка, Карагаш, Полтавка, Урысай, Тасмола, Шынгырлау.
1. Чингирлауский сельский округ
2. Акбулакский сельский округ
3. Алмазненский сельский округ
4. Ащысайский сельский округ
5. Белогорский сельский округ
6. Карагашский сельский округ
7. Кызылкульский сельский округ
8. Лубенский сельский округ
9. Полтавский сельский округ

## Экономика
Экономика района держится в основном на сельскохозяйственном секторе.
Основное направление в хозяйствах — полеводство зернового направления. Кроме того, развито животноводство, представленное, в основном, скотоводством мясо-молочного направления. Здесь сосредоточено производство зерновых, масличных, кормовых, картофеля и овощей, плодовые и ягодные насаждения.
Среднемесячная зарплата составляла в январе-сентябре 2007 года в районе 27 525 тенге. Доля зарегистрированной безработицы в тот же период — 1,3 %.
В районе около ста объектов торговли и бытового обслуживания. Поступления в бюджет составили в 2007 году более 36 миллионов тенге. В аграрном секторе района посевные площади в 2007 году уже составили около 30 тысяч гектаров.
26 января 2007 года после завершения строительства газопровода Карачаганак-Чингирлау, часть населённых пунктов в районе были газифицированы: Мырзагара, Талдысай, Ащесай, Шоктыбай и Чингирлау..

## Социальная сфера
В Чингирлауском районе есть районный Дом культуры, работают 27 библиотек, в поселковых округах есть сельские клубы.
В районе работает районная больница, поликлиника, 6 врачебных амбулаторий, 18 медицинских пунктов.

## Известные жители
- Куаныш Баймуханов — почетный гражданин, журналист.
- Сапаров Бакытжан Сапарович — почетный гражданин Чингирлауского района, председатель старейшин.
- Игильманов Суйеу Игильманович — почетный гражданин Чингирлауского района, участник ВОВ, активно участвовал в жизни населения.
- Умбеталиев Амангельды Туралиевич — член Союза журналистов СССР, первый главный редактор районной газеты "Серпин".
- Бисенгали Мухамбетов  (21 мая 1908 — 10 января 1966) — кавалер ордена Славы трёх степеней[12]